# Преподобни Александар
Преподобни Александар је хришћански светитељ и исповедник вере
Рођен је у Азији. Школовао се у Цариграду, и по свршетку школе запослио се  у војној служби и постао официр. Читајући Свето Писмо наишао је на речи Исуса Христа: "Ако хоћеш савршен да будеш, иди продај све што имаш и подај сиромасима, и имаћеш благо на небу, па хајде за мном" (Мат. 19, 21). Ове речи су толико утицаше на њега, да је продао све што је имао и новац разделио сиромашнима. Након тога се удаљио се у пустињу где је живео испосничкиим животом. 
После дуго гидуна подвига и труда, основао је манастир Обитељ Неусипајушчих са посебним уставом. По том уставу богослужење је трајало непрекидно. Братство је билп подељено у 24 чреде; свака је чреда знала свој час дана или ноћи, и одлазила је у цркву, да настави читање и појање претходне чреде. 
Путовао је много, без игде ичега, по источним странама, просвећивао људе вером Христовом, бранио веру од јеретика, чинио чудеса благодаћу Божјом, остарео служећи Господу Христу.
Умро је у Цариграду 430. године..
Православна црква га помиње 16. (3.) јула.